# Guinsiliban
Guinsiliban é um município de  sexta classe de renda municipal (d) na província Camiguin, nas Filipinas. De acordo com o censo de 1 de maio  de  2020 possui uma população de 6 685 pessoas e 1 707 domicílios.